# VocaLink

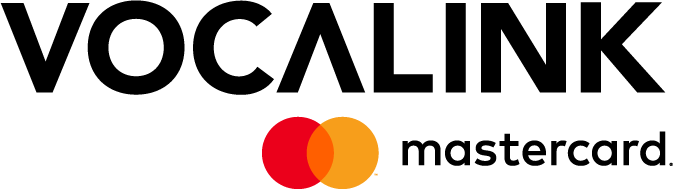
Logo von VocaLink

VocaLink ist eine Zahlungssystem-Firma mit Sitz in Großbritannien, die 2007 aus der Fusion von Voca und LINK gegründet wurde. Sie entwirft, baut und betreibt die britische Zahlungsverkehrsinfrastruktur, die die Bereitstellung des Bacs-Zahlungssystems, des Direct Debit-Systems, der britischen Geldautomat-LINK-Switching-Plattform für 65.000 Geldautomaten und der UK Faster Payments Systeme untermauert.
VocaLink verarbeitet über 90 % der britischen Gehälter, mehr als 70 % der Haushaltsrechnungen und 98 % der staatlichen Vorteile. Im Jahr 2013 verarbeitete das Unternehmen über 10,5 Milliarden britische Zahlungen mit einem Wert von über 5 Billionen £. Im Juli 2016 erwarb Mastercard eine 92%ige Beteiligung an der Gesellschaft, wobei der Rest von britischen Banken über einen Zeitraum von drei Jahren gehalten wird.

## Hintergrund
Im Jahr 1968 wurde das Inter-Bank Computer Bureau durch das Joint Stock Banks Clearing Committee unter Vorsitz von Dennis Gladwell aufgesetzt, um die bestehenden papierbasierten Standsysteme zu modernisieren. Der sichere elektronische Geldtransfer zwischen den Banken wurde ab diesem Jahr eingeführt, was sowohl die Verarbeitungszeit als auch die menschlichen Fehler, die mit papierbasierten Transaktionen verbunden sind, erheblich reduziert, insbesondere bei Massenzahlungen. Im Jahr 1971 nahm das Unternehmen den Namen „Bankers Automated Clearing Services Limited“ an, der bald zu Bacs verkürzt wurde, der wiederum 1985 offiziell als Firmenname angenommen wurde.

### Cruickshank Bericht
Im November 1998 beauftragte HM Treasury eine Überprüfung des Wettbewerbs innerhalb des britischen Bankensektors, die von Sir Don Cruickshank geleitet wurde. Berichterstattung im März 2000, Der Cruickshank-Bericht des Wettbewerbs innerhalb des britischen Bankensektors empfahl:
- Clearance Schema Eigentum und Management sollte von Infrastruktur Betrieb und Lieferung aufgeteilt werden
- Das Infrastrukturmanagement sollte auf kommerzieller Basis mit einem fairen und offenen Zugang zu Dritten durchgeführt werden
- Ein Bedarf an einem kostengünstigen Weg, Geld schnell zu übertragen[8]

Als Reaktion darauf wurde am 1. Dezember 2003 die Bacs Payment Schemes Ltd (BPSL) von der Bacs Limited abgespalten. BPSL wurde als Non-Profit-Organisation mit Mitgliedern aus der Bankenbranche gegründet, deren Zweck es ist, den Einsatz automatisierter Zahlungssysteme zu fördern und die Regeln des Bacs-Systems zu verwalten. Bacs Limited besitzt die Infrastruktur, um das Bacs-System zu betreiben. Bacs Limited durfte den Bacs-Namen für ein Jahr weiter nutzen und wurde am 12. Oktober 2004 zu Voca Limited.

### LINK (Geldautomatennetz)
LINK (Geldautomatennetz) wurde 1985 gegründet, um Interoperabilität zwischen Geldautomaten im Vereinigten Königreich zu schaffen. Es wurde ein internationales Netzwerk in den 1990er Jahren durch den Anschluss an die Mastercard- und Visa-Netzwerke. Im Oktober 2002 startete LINK den ersten Service, der Geldautomaten als Einzelhandelskanal einsetzte und so die Möglichkeit eröffnete, ein Mobiltelefon bei einem Geldautomaten aufzuladen und Banken und Mobiltelefone für den Verbraucher zusammenzubringen.

## Faster Payments Service
Im Jahr 2005 wurde ein gemeinsamer Vorschlag von Voca und LINK ausgewählt, um die Zahlungsverarbeitungsinfrastruktur für den Faster Payments Service zu liefern, eine nahezu Echtzeit-Interbanküberweisung für Internet- und Telefonbanken.
Nach einer starken Partnerschaft, die die Voca-Massenverarbeitung mit der Echtzeit-Zahlungsvermittlung von LINK zusammenführte, stimmten die Unternehmen zu, am 2. Juli 2007 zu VocaLink zu fusionieren. Seit der Markteinführung im Jahr 2008 wurden über 3 Milliarden Echtzeit-Zahlungsvorgänge von VocaLink verarbeitet.

## Britische Zahlungsinfrastruktur
VocaLink betreibt seine Dienstleistungen aus zwei Rechenzentren mit Sitz in Großbritannien: Harrogate und Dunstable.

### Bacs
Bacs bietet den Verbrauchern zwei Zahlungsprodukte:
- Bacs Direct Credits, Auftraggeber-initiierte Interbank-Überweisung. VocaLink verarbeitet jährlich 2 Milliarden Zahlungen, darunter über 90 % aller britischen Gehälter und 98 % der staatlichen Leistungen.
- Lastschriften, von autorisierten Mitarbeitern eingeleitete Abbuchungen. Drei Viertel der britischen Erwachsenen haben mindestens eine Einzugsermächtigung; Die durchschnittliche Person hat mindestens sechs.[13]

VocaLink stellt die zugrunde liegende BacsTEL-IP-Infrastruktur für Bacs zur Verfügung, die über 5,6 Milliarden Clearing und Abwicklung von automatisierten Zahlungen pro Jahr mit einem Wert von 4,2 Billionen Euro verarbeitet.

### LINK
VocaLink bietet die Switching-Infrastruktur hinter LINK, dem geschäftigsten ATM-Switching-System der Welt, das jährlich über 3,5 Milliarden Karten-initiierte Transaktionen von 130 Millionen aktivierten Karten umschaltet.

### Faster Payments Service
VocaLink entwarf, baute und betreibt die Infrastruktur für den Faster Payments Service im Auftrag des Faster Payments Scheme. Parallel zu Bacs und CHAPS, die im Jahr 2008 gestartet wurden, ermöglicht es Interbank-Transfers in Echtzeit. Seit 2008 wurden über drei Milliarden Faster Payments Transaktionen von VocaLink sicher verarbeitet.

## Mobile Zahlungen

### Paym
VocaLink bietet die zugrunde liegende Technologie für Paym, ein mobiles Zahlungssystem für das Vereinigte Königreich, das vom Zahlungsverkehrsrat entwickelt wurde. Die Empfänger werden durch ihre Mobiltelefonnummer anstelle von Bankdaten wie z. B. Postleitzahl und Kontonummer identifiziert. Es wurde über die teilnehmenden Banken und Bausparkassen im April 2014 gestartet und sobald die Nutzer daran teilnehmen, werden gegen Ende 2014 9 von 10 britischen Bankkonten unterstützt werden.

### Zapp
VocaLink hat Zapp entwickelt, eine Funktion, die sich in mobilen Banking-Apps befindet, um es Benutzern zu ermöglichen, Echtzeit-Zahlungen an Einzelhändler zu tätigen, wenn sie online oder im Laden einkaufen. Der Dienst steht allen Finanzinstituten, Händlern, Acquirers und Verbrauchern offen, wenn er im Jahr 2015 startet.
Eine Zapp-Zahlung funktioniert durch sichere digitale „Token“, was bedeutet, dass Kunden keine ihrer finanziellen Details an Einzelhändler preisgeben. Das bedeutet auch, dass Händler keine Kartendetails speichern müssen.
Zapp wurde von VocaLink entwickelt, der die britische Zahlungsinfrastruktur betreibt. VocaLink verarbeitet über 90 % der britischen Gehälter, mehr als 70 % der Haushaltsrechnungen und 98 % der staatlichen Vorteile. Im Jahr 2013 verarbeitete VocaLink über 10 Milliarden Transaktionen mit einem Wert von über 5 Billionen Euro.
Zapp wird von vier britischen High Street Banken unterstützt, was bedeutet, dass 18m Konsumentenkonten potenziell zappfähig sind: HSBC, Nationwide Building Society, Metro Bank, Banco Santander.

## Internationale Zahlungsinfrastruktur
Am 12. Juli 2010 öffnete LINK alle britischen Geldautomaten auf das ähnliche deutsche Girocard-System der Deutschen Kreditwirtschaft durch Euro Alliance of Payment Schemes. Ebenso erlaubt die VocaLink-Vereinbarung mit dem Pulse-Netzwerk Discover Card und Diners Club Internationalen Karteninhabern LINK ATMs zu nutzen. VocaLink bietet auch einen Gateway-Service für Visa, Mastercard und China Union Pay. Zwischen 2007 und 2012 betrieb VocaLink einen SEPA-Clearing- und Abwicklungsmechanismus, teilnehmend als Mitglied der European Automated Clearing House Association. Der Dienst wurde infolge geringer Beteiligung eingestellt.
Im Mai 2008 unterzeichnete VocaLink einen Vertrag mit dem schwedischen Automated Clearing House Bankgirot, um einen Teil des schwedischen Zahlungssystems auszulagern. Dies war das erste Mal, dass die Abwicklung eines nationalen Zahlungsverkehrssystems auf einen Nicht-Inlandsspieler übertragen wurde.
Im März 2014 startete VocaLink in Partnerschaft mit BCS Information Systems einen sofortigen Zahlungsdienst, Fast and Secure Transfers (FAST) in Singapur, so dass vierzehn Singapur Banken die Möglichkeit bieten, Mittel zwischen Bankkonten in Echtzeit zu überweisen.

## Lohnniveau Index
Der VocaLink Take Home Pay Index beobachtet monatlich Lohnniveaus in Großbritannien. Zusammengestellt aus Daten, die VocaLink von über zweihundert FTSE 350 Unternehmen und sechshundert Organisationen des öffentlichen Sektors erfasst, werden die Indizes in breite Sektorgruppen aufgeteilt: Herstellung; Dienstleistungen; Öffentlicher Sektor; FTSE 350.